# Eucharia nivea
Eucharia nivea là một loài bướm đêm thuộc phân họ Arctiinae, họ Erebidae.